# Diary of a Wimpy Kid: Double Down
Diary of a Wimpy Kid: Double Down (em Portugal: O Diário de um Banana: Tudo ou Nada e no Brasil: Diário de um Banana: Vai ou Racha) é o décimo primeiro livro da série Diário de um Banana do escritor norte-americano Jeff Kinney. De acordo com o autor, o livro é vermelho brilhante, devido ao facto de que ele referencia o primeiro livro da série. Foi publicado mundialmente a 1 de novembro de 2016.

## Sinopse
O Greg Heffley está sob uma pressão enorme. A única coisa em que ele parece ser realmente bom é em videojogos, mas a mãe quer que ele alargue os seus horizontes e faça mais alguma coisa - QUALQUER coisa!
Quando o Greg encontra uma velha câmara de filmar, perdida na cave lá de casa, ele tem a certeza de que descobriu a forma ideal de, finalmente, mostrar a todos os seus grandes talentos escondidos. Com a ajuda do Rowley, o seu melhor amigo, o Greg inventa um plano para fazer um filme de terror e assim se tornar rico e famoso.
Mas será que apostar apenas no filme é mesmo um plano inteligente ou será que os problemas do Greg vão aumentar ainda mais?